# ISUCA依絲卡
《ISUCA依絲卡》（日语：イスカ）是高橋脩的日本青年漫畫作品，於〈YOUNG ACE〉2009年Vol.1中開始連載。2012年改為隔月連載。
2014年6月決定改編成電視動畫，同年10月宣布會於2015年1月播出。

## 概要
非常貧窮的獨居高中生淺野真一郎為了賺取生活費，在級任導師相馬撫子的推薦下，到島津朔邪家幫忙家事的打工，但在前去島津家後，卻被捲入妖魔的戰鬥，更因此知道島津朔邪的真實身分，兩人之間的故事也就此開始。

## 登場角色

### 主要角色
淺野真一郎（聲：河本啟佑）
故事主角。擁有識破他人真名能力「真眼」的高中二年級生。雙親是沒有人氣的魔術師，之後以武者修行為由前往歐洲，使得家中經濟更為貧窮，為了維持家計，在級任老師相馬撫子的推薦下前往島津家打工，此後亦因此捲入與妖魔的戰鬥。
島津朔邪（聲：木戶衣吹）
與淺野真一郎就讀同個學校的少女，島津家第37代暫代當家。主要武器為弓。個性容易衝動，但在大多數人面前會展現溫和的態度。
對自己的幼兒體型抱持著自卑感。
因為家族都對須世璃成為當家抱有期待，為了反抗支持須世璃的大人，獨自一人從鎌倉本家離開獨居。
玉子（聲：佐土原香織）
來自異界的貓又。在來到人類世界時被朔邪捕捉，但之後卻讓初次來到島津家，仍然不瞭解情況的真一郎所放出。
被朔邪與真一郎追捕時，因為親吻了真一郎，讓他發動了真眼並說出了真名，最終遭朔邪打敗。但當朔邪要痛下殺手時，由於真一郎的制止逃過一劫，此後開始對真一郎有好感，並視他為主人。
相馬撫子（聲：藏合紗惠子）
真一郎的級任老師。出身於島津家的分家，奉本家之命監視朔邪與須世璃。擅於操縱式神與魔像。
島津須世璃（聲：M・A・O）
朔邪的表妹，島津家第37代當家候補。身材姣好。個性冷靜寡言。由於比朔邪早一年接受真名儀式，因此十分受到島津一族的支持。
能力是操縱鐮鼬。

### 其他角色
相馬茉莉（聲：小日向茜）
負責照顧須世璃生活起居的人。目前就讀國中三年級。
不擅長使用靈術，但對治癒術很拿手。
島津那巳（聲：大谷育江）
朔邪與須世璃的祖母。為身著水手服的少女姿態，實際上該姿態是時春參照年輕時代的樣貌製造的人偶。
很喜歡玩遊戲。
島津時春
朔邪的父親，出身自與島津家為敵的朝比奈家。自從八年前討伐妖魔後便下落不明。
島津伽邪
朔邪的母親，八年前與時春一同失蹤。
島津沙霧（聲：伊倉一惠）
伽邪的妹妹、須世璃的母親。在與伽邪爭奪島津家當主位置失敗後，一心想要讓須世璃成為下任當主，因此對須世璃的教育非常嚴格，並且很討厭伽邪的女兒朔邪。
島津阿佐彥
島津家的少年。就讀國中三年級，擅長劍術。
依絲卡（聲：藤村步）
與島津家為敵的家族「朝比奈家」製作的人造人。非常憎恨朔邪的祖母伽月。
全能者（聲：森川智之）
依絲卡的夥伴，戴著面具的男子。與時春擁有相同的戒指。
朝比奈秋如
朝比奈家當主，島津時春的弟弟，朔邪的叔叔。
朝比奈莉莉亞
秋如的女兒。經常抱著名為「梅菲」的小熊布偶。
松浦文月（聲：幸田夢波）
朔邪的好友。
立花奏繪（聲：布萊德庫特·莎拉·惠美）
朔邪的好友。

## 作品設定
真名
異界居民和使用靈力者所持有的名字，若真名被知曉，則必須聽從破解真名的那個人的命令（但可以不必接受「去死」之類的命令）。
妖魔
異界居民，當在現實世界生活時必須奪取人類的精氣以維持生命。妖魔通常都是存在於現實的生物或道具所形成的，成為妖魔的條件目前不明。
島津家
以驅除妖魔為業的家族，朔邪與須世璃姐妹是本家的人、撫子則是分家的人。

## 單行本
有「*」的為限定版。
| 集數 | 角川書店                    | 角川書店                                       | 台灣角川       | 台灣角川               |
| 集數 | 發售日期                    | ISBN                                           | 發售日期       | ISBN                   |
| ---- | --------------------------- | ---------------------------------------------- | -------------- | ---------------------- |
| 1    | 2010年5月26日               | ISBN 978-4-04-715458-2                         | 2011年8月18日  | ISBN 978-986-287-315-1 |
| 2    | 2011年2月26日               | ISBN 978-4-04-715625-8                         | 2011年11月29日 | ISBN 978-986-287-455-4 |
| 3    | 2012年11月22日              | ISBN 978-4-04-120502-0                         | 2013年5月17日  | ISBN 978-986-325-401-0 |
| 4    | 2013年8月23日               | ISBN 978-4-04-120851-9                         | 2014年4月11日  | ISBN 978-986-325-909-1 |
| 5    | 2014年6月23日               | ISBN 978-4-04-102025-8                         | 2015年1月21日  | ISBN 978-986-366-334-8 |
| 6    | 2014年12月29日              | ISBN 978-4-04-102026-5                         | 2015年9月16日  | ISBN 978-986-366-731-5 |
| 7    | *2015年8月26日 2015年9月4日 | *ISBN 978-4-04-102804-9 ISBN 978-4-04-102803-2 | 2016年5月19日  | ISBN 978-986-473-112-1 |
| 8    | 2016年10月4日               | ISBN 978-4-04-104418-6                         | 2018年2月5日   | ISBN 978-957-564-058-3 |
| 9    | 2017年5月2日                | ISBN 978-4-04-105464-2                         | 2018年2月5日   | ISBN 978-957-564-059-0 |

## 電視動畫
2015年1月23日開始於TOKYO MX、AT-X、埼玉電視台、千葉電視台、神奈川電視台、SUN電視台、TVQ九州放送、岐阜放送、三重電視台播出。

### 製作人員
- 原作：高橋脩[5]
- 監督：岩永彰
- 系列構成、剧本：鈴木雅詞
- 角色設計：秋山由樹子
- 妖魔設計：久我嘉輝
- 道具設計：宮川治雄
- 效果、動作監修：宇佐美皓一
- 主動畫師：高原修司
- 片尾插畫：大藤玲一郎
- 美術監督：高橋麻穗（Tulip）
- 色彩設定：上谷秀夫
- 編輯：瀨山武司
- 音響監督：清水勝則
- 音響效果：西村睦弘
- 音響製作：DAX Producton
- 音樂：流歌、千葉“naotyu-”直樹、秋月須清
- 音樂製作：MAGES.
- 音樂製作人：金谷雄文、村上純
- 動畫製作：Arms
- 製作：ISUCA製作委員會
- 片尾曲原畫：梅津泰臣

### 主題曲
片頭曲「Never say Never」
作詞：、辻村結實子，作曲：Konnie Aoki、ShinYMG，編曲：MACARONI☆，主唱：Afilia Saga
片尾曲「Somebody to love」
作詞：Kanon Kuwa，作曲：藤田智史，編曲：川羽田敍新，主唱：TWO-FORMULA（佐土原香織、藏合紗惠子）

### 各話列表
| 话数     | 标题 | 分镜     | 演出               | 作画监督                                                     |
| -------- | ---- | -------- | ------------------ | ------------------------------------------------------------ |
| 第壹話   | 邂逅 | 岩永彰   | 岩永彰             | 阿萬和俊、園田高明、津熊健德、服部憲知、Kim Hyon En          |
| 第貳話   | 真名 | 今泉賢一 | 筆坂明硯           | 織岐一寬、近藤瑠衣、松本純平                                 |
| 第話     | 對立 | 高本宣弘 | 川西泰二           | Chang Bum Chul                                               |
| 第肆話   | 暗躍 | 下田正美 | 淺利藤彰           | Shin Min Seop、Seo Jung Duck、石崎裕子                       |
| 第伍話   | 真眼 | 石田暢   | 石田暢             | Lee Joung Kyung                                              |
| 第陸話   | 約定 | 田所修   | 川西泰二、下司泰弘 | 園田高明、津熊健德、阿萬和俊、Hue Hye Jung                   |
| 第漆話   | 明暗 | 高本宣弘 | 邊野茂平           | 織岐一寬、近藤瑠衣、松本純平、Yu Min Zi                      |
| 第捌話   | 試練 | 田所修   | 川西泰二           | Chang Bum Chul                                               |
| 第玖話   | 襲擊 | 山本天志 | 小柴純彌           | Lee Joung Kyung、Kim Yoon Joung、Park Myeong Hun             |
| 第拾話   | 決戰 | 今泉賢一 | 今泉賢一           | 館崎大、Hue Hye Jung、阿萬和俊、高原修司、飯飼一幸、園田高明 |
| 第拾壹話 | 極樂 | 西島克彥 | 川西泰二           | Chang Bum Chul、Kim Boo Joung、Lee Suk Yoon                  |

## 外部連結
- 電視動畫〈ISUCA〉官方網站（页面存档备份，存于）（日語）
- ISUCA 官方帳號的X（前Twitter）（日語）